# Gebergte van Noer
Het Gebergte van Noer (Arabisch: جبل النور), oftewel Het Gebergte van het Licht, is een berg dicht bij de stad Mekka in Saoedi-Arabië.
Het gebergte Noer herbergt de voor moslims belangrijke Grot Hira waar de profeet Mohammed volgens de islamitische traditie Gods openbaring via de aartsengel Gabriël heeft ontvangen.